# Ludwig Daler
Ludwig Daler (* 13. Mai 1797 in Karlsruhe; † 1870 ebenda) war Oberbürgermeister der Stadt Karlsruhe.
Daler arbeitete von 1823 bis 1869 als Stadtverrechner für die Stadt Karlsruhe. Seine Amtszeit als Oberbürgermeister währte vom 8. Oktober 1847 bis zum 26. Mai 1848.